# 왓슨나무타기쥐
왓슨나무타기쥐(Tylomys watsoni)는 비단털쥐과에 속하는 설치류의 일종이다. 코스타리카와 파나마에서 발견된다.

## 특징
꼬리 길이 22~29cm를 제외한 몸길이가 18~26cm이고, 몸무게는 약 230g이다. 가늘고 길며 무성한 털을 갖고 있다.

## 분포 및 서식지
해발 2,700m 이하의 우림 지대에서 서식한다. 코스타리카 북부부터 파나마 동부까지 분포한다. 코스타리카 북서부 건조 지대에서는 발견되지 않는다.